# Museri
Museri är en ö i Eritrea.   Den ligger i regionen Norra rödahavsregionen, i den östra delen av landet, 150 km öster om huvudstaden Asmara. Arean är 6,7 kvadratkilometer.
Terrängen på Museri är mycket platt. Öns högsta punkt är 13 meter över havet. Den sträcker sig 2,9 kilometer i nord-sydlig riktning, och 6,1 kilometer i öst-västlig riktning.